# 식물학자의 딸
식물학자의 딸(Les Filles Du Botaniste, The Chinese Botanists Daughter)은 캐나다에서 제작된 다이 시지에 감독의 2006년 영화이다. 밀레느 잠파노이 등이 주연으로 출연하였고 리즈 페욜르 등이 제작에 참여하였다.

## 출연

### 주연
- 밀레느 잠파노이

- 리샤오란 (Li Xiaoran)

### 조연
- 누 쿠인 뉴엔

## 제작진
- 공동제작: 로저 프라피에
- 공동제작: 뤽 방달
- Ass-PD: 뤽 베송
- Ass-PD: 피에르-엔지 르 포갬
- Ass-PD: 모리스 일루즈